# Моллі Кінг
Моллі Елізабет Кінг (англ. Mollie Elizabeth King; нар. 4 червня 1987, Вандзверт, Лондон, Велика Британія) — британська співачка, авторка пісень, танцюристка, теле та радіоперсона, колишня учасниця гурту The Saturdays.
У 2007 стала однією з п'яти вокалісток британського поп-гурту The Saturdays. До 2014 записала і випустила із гуртом чотири студійні альбоми: «Chasing Lights» (2008), «Wordshaker» (2009), «On Your Radar» (2011) та «Living for the Weekend» (2013).

## Життєпис
Моллі Елізабет Кінг народилася 4 червня 1987 у лондонському боро Вандзверт. Має двох старших сестер, Еллен та Лора Енн.
У січні 2010 було оголошено, що Кінг почала зустрічатися із учасником гурту Lawson Енді Брауном; пара розійшлася у лютому 2011. У 2011 Кінг почала зустрічатися із британською моделлю одягу Девідом Ганді. Через 10 місяців пара розійшлася, але знову зійшлася у 2015. У січні 2016 Кінг та Ганді знову розійшлися через бажання Кінг завести сім'ю.

## Дискографія

### Соло
Сингли
- Back To You (2016)
- Hair Down (2017)

### The Saturdays
Альбоми
- Chasing Lights (2008)
- Wordshaker (2009)
- Headlines! (2010)
- On Your Radar (2011)
- Living for the Weekend (2013)